# Шевченковское (Бильмакский район)
Шевченковское (укр. Шевченківське) — село,
Шевченковский сельский совет,
Бильмакский район,
Запорожская область,
Украина.
Код КОАТУУ — 2322788001. Население по переписи 2001 года составляло 987 человек.
Является административным центром Шевченковского сельского совета, в который, кроме того, входят сёла
Руденка,
Терновое и
Труженка.

## Географическое положение
Село Шевченковское находится на одном из истоков реки Сухие Ялы,
ниже по течению на расстоянии в 2,5 км расположено село Багатовка (Розовский район).
Рядом проходит железная дорога, станция Платформа 357 км в 1,5 км.

## История
- Вблизи села Шевченковское найдены каменные орудия труда эпохи бронзы (II тысячелетие до н. э.).

## Экономика
- «Придонецке», ООО.

## Объекты социальной сферы
- Школа.
- Детский сад.
- Дом культуры.
- Фельдшерско-акушерский пункт.

## Достопримечательности
- Братская могила советских воинов.